# أنا لوربير
أنا لوربير (بالألمانية: Anna Loerper) مواليد 18 نوفمبر 1984 في ألمانيا، هي لاعبة كرة يد ألمانية تلعب كوسط مدافع. مثلت منتخب ألمانيا لكرة اليد للسيدات. شاركت في دورة الألعاب الأولمبية الصيفية سنة 2008.

## سجل المنافسة
شاركت في البطولات التالية:
- بطولة العالم لكرة اليد للسيدات 2011
- بطولة العالم لكرة اليد للسيدات 2013
- بطولة العالم لكرة اليد للسيدات 2015
- بطولة أوروبا لكرة اليد للسيدات 2012
- بطولة أوروبا لكرة اليد للسيدات 2014
- بطولة أوروبا لكرة اليد للسيدات 2016

## روابط خارجية
- أنا لوربير على موقع الاتحاد الأوروبي لكرة اليد (الإنجليزية)
- أنا لوربير على موقع أوليمبيديا (الإنجليزية)